# 卫辉站
卫辉站，位于中华人民共和国河南省新乡市卫辉市唐庄镇，是京广铁路上的火车站，由中国铁路郑州局集团管辖。车站始建于1902年，1904年12月开始营业。前称汲县站，1989年5月更为现名。1995年7月，启用新建候车室。现时办理客运及货运业务。

## 外部連結
- 维基共享资源上的相關多媒體資源：卫辉站